# Holstein (konj)
Pasma holstein izvira iz dežele Holstein s severa Nemčije. V zgodovini je bil to močan in eleganten konj za vožnjo vpreg, občasno pa tudi za jahanje. Danes je holstein eden najbolj cenjenih jahalnih konj, ki se pojavlja v vseh najvišjih kategorijah konjeniškega športa, kot so preskakovanje ovir, dresura, vožnja vpreg ... S križanjem angleškega in vzhodno-pruskega konja je namreč postal lažji in temperamentnejši. V višino meri od 163 do 173 cm. Ima odličen značaj, kar se še posebej odraža v njegovem tekmovalnem duhu. Holstein ima dolg korak, izrazit kas, ki pokrije veliko prostora ter elastičen galop.